# Asia (Schiff, 1824)
Die Asia, auch HMS Asia, war ein mit 84-Kanonen-Linienschiff 2. Ranges der britischen Marine, das am 19. Januar 1824 im Bombay Dockyard in Bombay vom Stapel lief. Sie war das Flaggschiff von Admiral Edward Codrington in der Schlacht von Navarino am 20. Oktober 1827.
Ab 1858 wurde sie nur noch als Wachschiff benutzt und 1908 zum Abwracken verkauft.